# フィンレー彗星
フィンレー彗星(英語: 15P/Finlay)は、1886年9月26日に南アフリカの天文学者William Henry Finlay（英語版）が発見した太陽系の周期彗星である。前回近日点を通過したのは2021年7月13日で見かけの等級は最大で10であった。番号付きの彗星で軌道要素がよく分かっているものの中では地球との最小交差距離が6番目に小さい。2060年には地球から0.0345 auしか離れていない場所を通過すると予測されている。

## 観測史
フィンレー彗星は1886年にはじめて軌道の計算が行われ、1844年にフランチェスコ・デ・ヴィコが発見したが、行方不明になった彗星1844 Q1(現在のデヴィコ・スイフト・NEAT彗星)と類似していると考えられた。その後、アメリカの天文学者、ルイス・ボスはデ・ヴィコの彗星とフィンレー彗星は異なるものであると結論付けた。
1899年に回帰したときには観測には不向きであったため観測されなかったが1906年の回帰では見かけの等級6にまで達した。1910年には木星付近を通り過ぎて摂動の影響を受けたため、公転周期が変化した。1919年には軌道が予測されていた位置から外れたため天文学者らは発見できていなかったが、「新しい」彗星として1919年10月25日に日本の天文学者、佐々木哲夫に再発見され、フィンレー彗星だと同定された。
フィンレー彗星の見かけの等級は1926年以降小さくなり、1933年、1940年、1947年の回帰は観測されず、1953年になってやっと観測された。
2014年の回帰では12月16日にアウトバーストを起こし、見かけの等級は11から8.7へと増光した。また、2015年1月15日には二度目のアウトバーストが起こった。
フィンレー彗星は、地球との最小交差距離が0.01 auである。2060年10月22日には、地球に0.0345 auまで接近すると予測されている。これはハレー彗星が837年に地球に0.03 auまで接近したときに匹敵する。

## 近日点通過
前回近日点を通過したのは2021年7月13日である。前回以前の近日点通過は以下の通りである。
- 1886年11月22日
- 1893年7月12日
- 1900年2月17日 (観測されず)
- 1906年9月8日
- 1913年2月7日 (観測されず)
- 1919年10月15日
- 1926年8月7日
- 1933年6月16日 (観測されず)
- 1940年4月25日 (観測されず)
- 1947年2月27日 (観測されず)
- 1953年12月25日
- 1960年9月1日
- 1967年7月28日
- 1974年7月3日
- 1981年6月19日
- 1988年6月6日
- 1995年5月5日
- 2002年2月7日
- 2008年6月22日
- 2014年12月27日
- 2021年7月13日

また、次に近日点を通過するのは2028年2月10日である。次回以降の近日点通過は以下の通りである。
- 2028年2月10日
- 2034年9月8日
- 2041年4月3日
- 2047年10月26日
- 2054年5月3日
- 2060年10月4日
- 2067年1月18日
- 2073年8月2日
- 2080年5月4日
- 2087年2月28日
- 2093年12月24日
- 2100年10月19日
- 2107年8月10日